# 新寧大廈

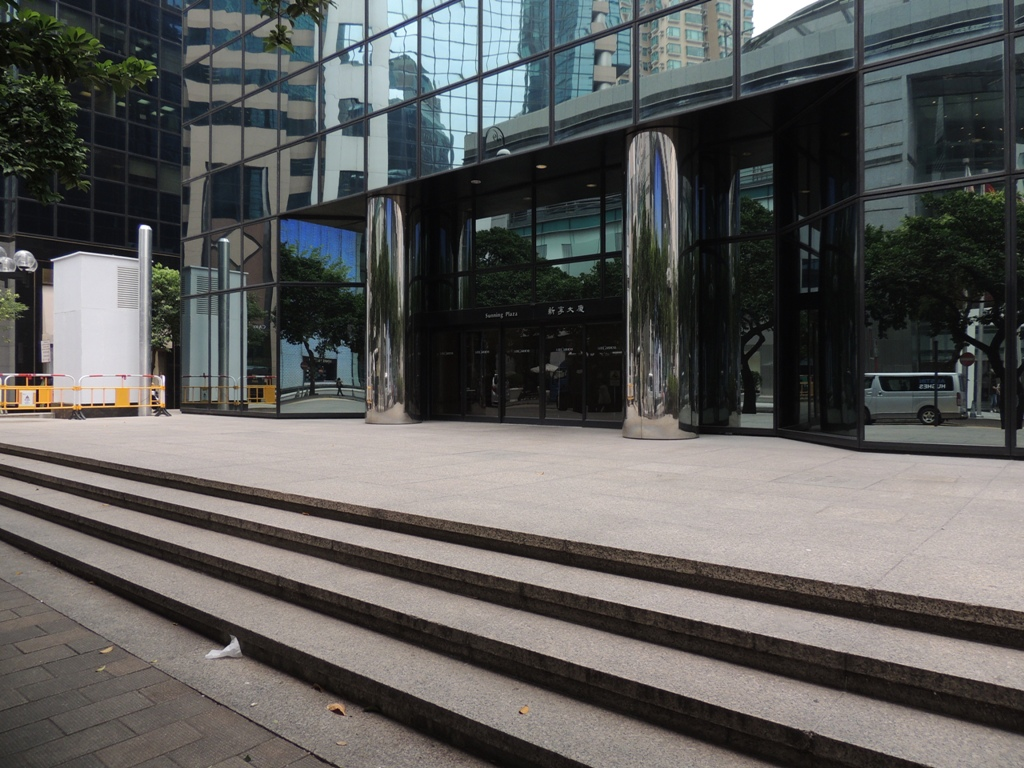
新寧大廈北正門對出為大堂廣場，大大提升建築物的氣勢，不少電影曾以此大廈作為拍攝場地

新寧大廈（英語：Sunning Plaza）曾是香港的一座寫字樓，位於香港銅鑼灣希慎道10號，樓高30層，於1982年落成，由著名建築師貝聿銘聯同美籍華裔本地建築師陳丙驊（現任中文大學建築學院院長）設計。大廈的特色是建築師刻意將建築物往後移，騰出大量空間作為大堂廣場，大大提升建築物的氣勢。2013年，新寧大廈已拆卸成為利園三期的一部分。
不少電影及電視廣告曾以此大廈作為主要拍攝場地，包括著名電影《英雄本色》、《精裝追女仔》、以及1988年英文虎報的廣告等。

## 歷史
新寧大廈為該地皮第二代建築物。第一代為新寧樓，於1949年建成，是希慎第一座公寓大廈，同時是香港首批以單位住戶為獨立業主的大廈之一；其中六十個單位為公寓、另外五十個單位則與中國旅行社合辦新寧招待所，在同年5月1日開幕，所內的香檳廳和新寧餐廳最為著名。

## 主要租戶
新寧大廈主要租戶包括麥肯廣告、信諾環球保險、雅虎香港（27-28樓）、凱順能源集團（前稱歐美集團控股）、科法斯集團香港分行、APN News & Media旗下Buspak及Cody（16樓）、馬士基船務（已遷出）等。
新寧大廈旁為服務式住宅新寧閣。

## 重建發展
希慎在2013年3月6日公布2012年全年業績時首次宣布，計劃將新寧大廈及新寧閣合併及重建為綜合寫字樓及商場物業，預期2018年完成。而大樓內的主要公司辦事處將有以下安排：
| 主要租戶                         | 搬遷地址                                    | 搬遷日期          |
| -------------------------------- | ------------------------------------------- | ----------------- |
| 麥肯廣告                         | 銅鑼灣軒尼詩道500號希慎廣場30樓3001室及31樓 | 2013年4月1日搬遷  |
| 信諾環球保險                     | 香港灣仔軒尼詩道28號14-15樓                 | 2013年9月搬遷     |
| 雅虎香港                         | 銅鑼灣恩平道28至30號嘉蘭中心15-16樓         | 2013年7月搬遷     |
| 科法斯集團香港分行               | 北角電氣道169號康宏匯29樓                   | 2013年9月搬遷     |
| APN News & Media旗下Buspak及Cody | 銅鑼灣希慎道33號利園一期12樓1202室          | 2013年9月搬遷     |
| 安利                             | 銅鑼灣恩平道28至30號嘉蘭中心8樓801室        | 2013年9月19日搬遷 |
| 亞洲衛星                         | 灣仔港灣道22至24號海港中心12樓              | 2013年7月1日搬遷  |
| 致同（香港）會計師事務所         | 香港灣仔軒尼詩道28號12-13樓                 | 2013年9月搬遷     |

以下租戶在重建計劃開始前已搬遷：
| 主要租戶     | 搬遷地址                          | 搬遷日期          |
| ------------ | --------------------------------- | ----------------- |
| 凱順能源集團 | 香港永和街23-29號俊和商業中心21樓 | 2008年4月28日遷離 |
| 馬士基船務   | 九龍灣宏遠街1號一號九龍           | 2007年2月搬遷     |
| 香港教育大學 | 新界東大埔露屏路10至12號          | 1997年搬遷        |

新寧大廈的拆卸重建工程在2013年10月底开始，重建項目名為利園三期，在2017年第四季落成，現正進行招租程序，全數租戶預期在2018年內陸續進駐。

## 鄰近
- 利園一期
- 利園二期

## 交通
鐵路
- 港鐵
  - 港島綫銅鑼灣站（F1出口）

## 外部連結
- 新寧大廈資料
- 新寧大廈 （页面存档备份，存于）